# Teo Hinrichs
Teo Hinrichs, född den 17 september 1999 i Mannheim, är en tysk landhockeyspelare.

## Karriär
Teo Hinrichs ingick i det tyska landhockeylaget som tog silver vid OS 2024.